# Personae sui juris
Лица своего права (Древний Рим) (лат. Personae sui juris) — К лицам своего права относятся лица только paterfamilias, то есть лица семейно — самостоятельные.

## Общие сведения
К лицам своего права относятся глава семьи, его супруга, без мужней власти, сын, который не освобождён от власти отца. Лицо своего права может располагать своим имуществом, но есть ограничения по возрасту и полу. Женщины должны были иметь опекуна. Домовладыка, если являлся лицом своего права был полностью дееспособен в области частного права.

## Список литературы
- Покровский А. И. История Римского права. М., 2002.